# Arnold Suppan

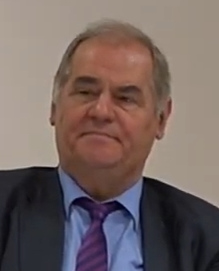
Arnold Suppan (März 2018)

Arnold Suppan (* 18. August 1945 in St. Veit an der Glan, Kärnten) ist ein österreichischer Osteuropa-Historiker, ehemaliger Universitätsprofessor der Universität Wien und Vizepräsident der Österreichischen Akademie der Wissenschaften.

## Leben
Suppan maturierte 1963 mit Auszeichnung am Bundesgymnasium Klagenfurt, studierte bis 1970 Geschichte und Germanistik an der Universität Wien. Er promovierte bei Richard G. Plaschka und Erich Zöllner und war anschließend Assistent am Institut für Osteuropäische Geschichte der Universität. Im Jahr 1984 habilitierte er sich für Osteuropäische Geschichte und wurde 1994 außerordentlicher, 2000 ordentlicher Universitätsprofessor am selben Institut. 2002 bis 2008 war er Vorstand des Instituts. Er war Gastprofessor an mehreren Universitäten in Europa und den USA.
Seit 1998 Mitglied der Österreichischen Akademie der Wissenschaften, wirkte Suppan von 2003 bis 2011 als Obmann der Historischen Kommission der Akademie. 2009 wurde er zum Generalsekretär, 2011–2013 und erneut 2021 zum Vizepräsidenten der Akademie der Wissenschaften ernannt.
Seine Forschungsschwerpunkte waren die Endphase Österreich-Ungarns, Kroatien im 19. Jahrhundert, die österreichischen Volksgruppen im 20. Jahrhundert, Jugoslawien in der Zwischenkriegszeit sowie die Beziehung zwischen Deutschen und Tschechen seit der frühen Neuzeit. Um das Jahr 2010 lag der Schwerpunkt Suppans auf dem Gebiet der Geschichte der Tschechoslowakei und Jugoslawiens in der NS-Zeit.

## Ehrungen und Auszeichnungen
- 1970 Wissenschaftspreis des Bundesministeriums für Landesverteidigung
- 1979 Anton-Gindely-Preis für Geschichte der Donaumonarchie vom Institut für den Donauraum und Mitteleuropa[2]
- 1983 Förderungspreis der Stadt Wien
- 1984 Leopold-Kunschak-Preis
- 1988 Karl-von-Vogelsang-Staatspreis für Geschichte der Gesellschaftswissenschaften
- 1997 Ludwig-Jedlicka-Gedächtnispreis
- 1998 Jubiläumsmedaille der Karls-Universität Prag 1998
- 1999 Wissenschaftspreis der Universität Laibach 1999
- 2001 Silberne Medaille der Philosophischen Fakultät der Karls-Universität Prag 2001
- 2001 Österreichisches Ehrenkreuz für Wissenschaft und Kunst I. Klasse 2001
- 2002 Ordentliches Mitglied der Geisteswissenschaftlichen Klasse der Sudetendeutschen Akademie der Wissenschaften und Künste[3]
- 2013 Ehrenmitglied der Ungarischen Akademie der Wissenschaften 2013
- 2015 Kardinal-Innitzer-Würdigungspreis[4]
- 2025 Großes Ehrenzeichen des Landes Kärnten[5]

## Schriften (Auswahl)
Monografien
- Organisation und Einsätze militärischer Assistenzen in Österreich-Ungarn im Jahre 1918. Dissertation, 2 Bände, Wien 1969.
- Gemeinsam mit Richard Georg Plaschka und Horst Haselsteiner: Innere Front. Militärassistenz, Widerstand und Umsturz in der Donaumonarchie 1918. 2 Bände, Wien 1974.
- Die österreichischen Volksgruppen. Tendenzen ihrer gesellschaftlichen Entwicklung im 20. Jahrhundert. Wien 1983.
- Nachbarschaft zwischen Kooperation und Konfrontation. Politik, Wirtschaft, Minderheiten und Geschichtsbild in den bilateralen Beziehungen Österreichs und Jugoslaviens zwischen den beiden Weltkriegen, 1920–1938. 2 Bände, Habilitationsschrift, Wien 1984.
- Historische Hintergründe des Zerfalls Jugoslawiens. Wien 1993.
- Jugoslawien und Österreich 1918–1938. Außenpolitik im europäischen Umfeld. Wien/München 1996.
- Gemeinsam mit Harald Krahwinkler und Marija Wakounig: Deutsche Geschichte im Osten Europas. Zwischen Adria und Karawanken. Berlin 1998.
- Oblikovanje nacije u gradjanskoj Hrvatskoj, 1835–1918. [Die Formung der Nation im bürgerlichen Kroatien, 1835–1918]. Zagreb 1999.
- Missgünstige Nachbarn. Geschichte und Perspektiven der nachbarschaftlichen Beziehungen zwischen Tschechien und Österreich (= Schriftenreihe Club Niederösterreich. 8/9, 2005), Wien 2005.
- Austrians, Czechs, and Sudeten Germans as a Community of Conflict in the Twentieth Century (= Working Papers in Austrian Studies. 06-1), University of Minnesota, Oktober 2006.
- Hitler – Beneš – Tito. Konflikt, Krieg und Völkermord in Ostmittel- und Südosteuropa. Verlag der Österreichischen Akademie der Wissenschaften, Wien 2014, ISBN 978-3-7001-7309-0.